# Chapel Hill (kulle i Antarktis)
Chapel Hill är en kulle i Antarktis. Den ligger i Västantarktis. Argentina, Chile och Storbritannien gör anspråk på området. Toppen på Chapel Hill är 140 meter över havet.
Terrängen runt Chapel Hill är huvudsakligen kuperad, men österut är den platt. Havet är nära Chapel Hill söderut. Trakten är glest befolkad. Närmaste befolkade plats är Mendel Polar Station, 13,9 kilometer söder om Chapel Hill.